# Bahnhof Greiz
Der Bahnhof Greiz liegt in der gleichnamigen thüringischen Stadt Greiz sowie an der Bahnstrecke Gera Süd–Weischlitz, die heute noch in Betrieb ist, und an der dort abzweigenden Bahnstrecke nach Neumark, die seit 1999 stillgelegt ist. Damit war die Station bis zur Stilllegung der Zweigstrecke ein Bahnknotenpunkt von lokaler Bedeutung.

## Geschichte
Obwohl schon in den 1830er Jahren erstmals über eine Strecke durch das Elstertal nachgedacht wurde, erhielt Greiz erst 1865 mit der Bahnstrecke Neumark–Greiz der privaten Greiz-Brunner Eisenbahn-Gesellschaft einen Eisenbahnanschluss. Diese Strecke endete allerdings am Elstertal und lag weit außerhalb des Stadtzentrums. Daher wünschte man sich noch in den 1860er Jahren einen direkteren Bahnanschluss. Die Sächsisch-Thüringische Eisenbahngesellschaft erhielt daher 1872 die Konzession für die Bahnstrecke Wolfsgefärth–Weischlitz.
Der Abschnitt Wolfsgefärth–Greiz wurde am 17. Juli 1875 eröffnet, der Bahnhof war somit für rund sechs Wochen Kopfbahnhof, ehe der zweite Streckenabschnitt bis zum unteren Bahnhof in Plauen am 8. September 1875 eröffnet wurde.
Da Greiz Landeshauptstadt des Fürstentums Reuß älterer Linie war, wurde hier der zweitgrößte Bahnhof der Bahnstrecke gebaut. Ursprünglich mit zwei Bahnsteigen und fünf Gleisen ausgestattet, wurde der Bahnhof ab 1878 umgebaut, da die 1876 von Sachsen gekaufte Greiz-Brunner Eisenbahn-Gesellschaft bis zum unteren Bahnhof verlängert wurde. Insgesamt wurden zusätzlich 29 Weichen sowie 5,6 km Gleis verbaut.

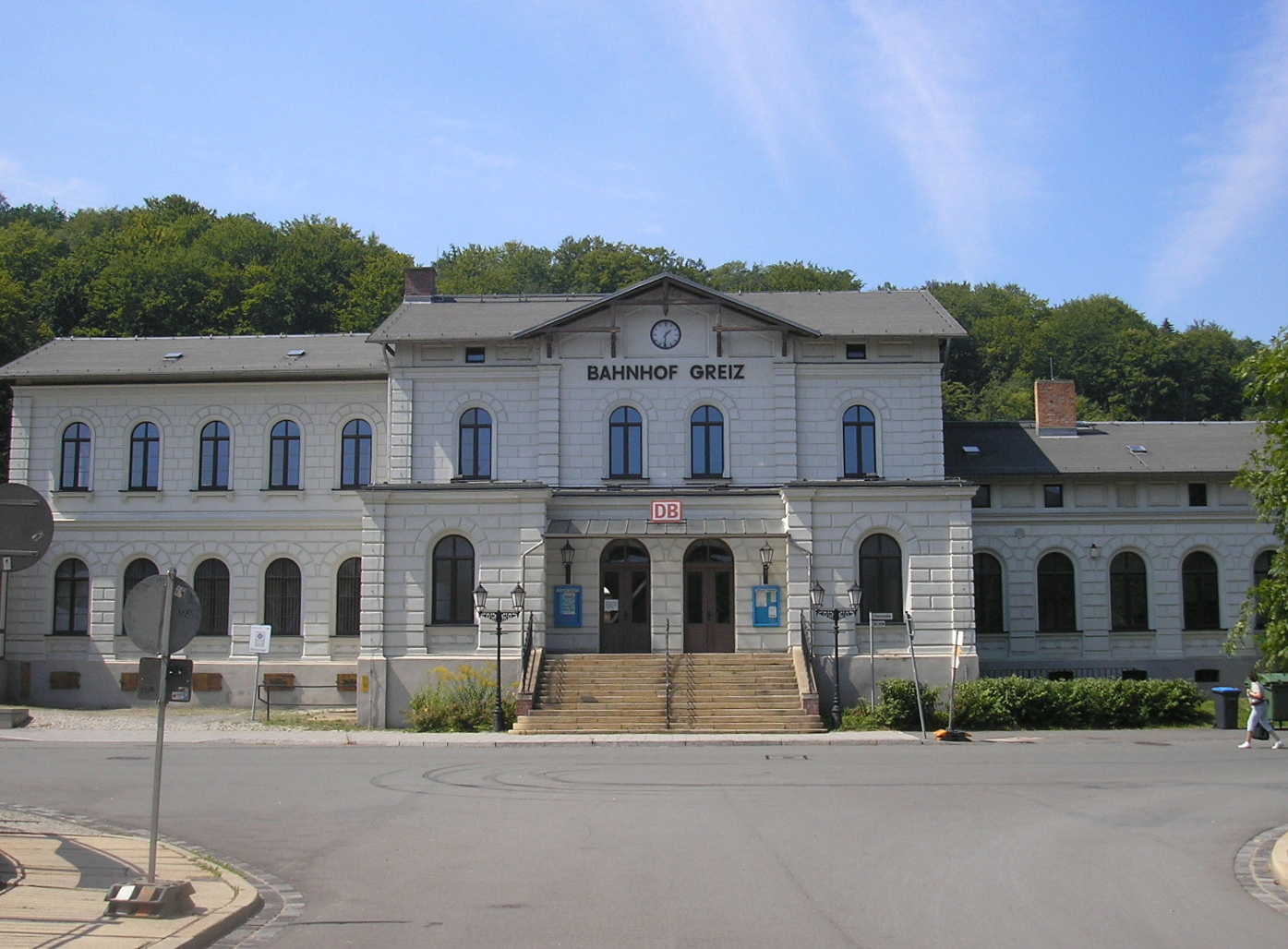
Bahnhofsgebäude

In den 1880er Jahren wurden weitere Um- und Ausbauten durchgeführt, so entstand u. a. eine Bahnsteigüberdachung. Zusammen mit Erweiterungen bis in die 1920er Jahre – es wurde beispielsweise ein rund 200 m langer neuer Güterschuppen errichtet – blieb der Bahnhof im Wesentlichen bis in die 1990er Jahre unverändert.
Nach der politischen Wende 1989/90 und den damit verbundenen wirtschaftlichen Veränderungen brach der bis 1990 bedeutende Güterverkehr fast völlig weg. Der Güterverkehr nach Neumark wurde 1995 beendet, Personenverkehr wurde noch bis 1997 durchgeführt. 1999 wurde die Strecke Neumark–Greiz stillgelegt, mit den Verkehrseinstellungen ging nochmals ein Bedeutungsverlust der Greizer Bahnhofs einher. Um 2000 wurden bei der Sanierung die Verbindung zu fast allen Gütergleisen gekappt. Neben drei durchgehenden Gleisen sind heute nur noch zwei Stumpfgleise vorhanden. Auf den Stumpfgleisen stellt die DB Regio, die den Personenverkehr auf der Bahnstrecke Gera Süd–Greiz gemeinsam mit der Vogtlandbahn durchführt, heute Triebwagen ab.
Auf dem Gelände der Gleise Richtung Neumark befindet sich seit 2003 der neugebaute Busbahnhof. Das ehemalige Güterbahnhofsgelände wurde teilweise mit der B 92 überbaut. Auf dieser Fläche ist zudem ein Flutkanal als Hochwasserschutzmaßnahme geplant.

## Bahnsteige
| Gleis | Länge in m | Höhe in cm |
| ----- | ---------- | ---------- |
| 1     | 274        | 34         |
| 2     | 229        | 55         |

## Bahnbetriebswerk Greiz

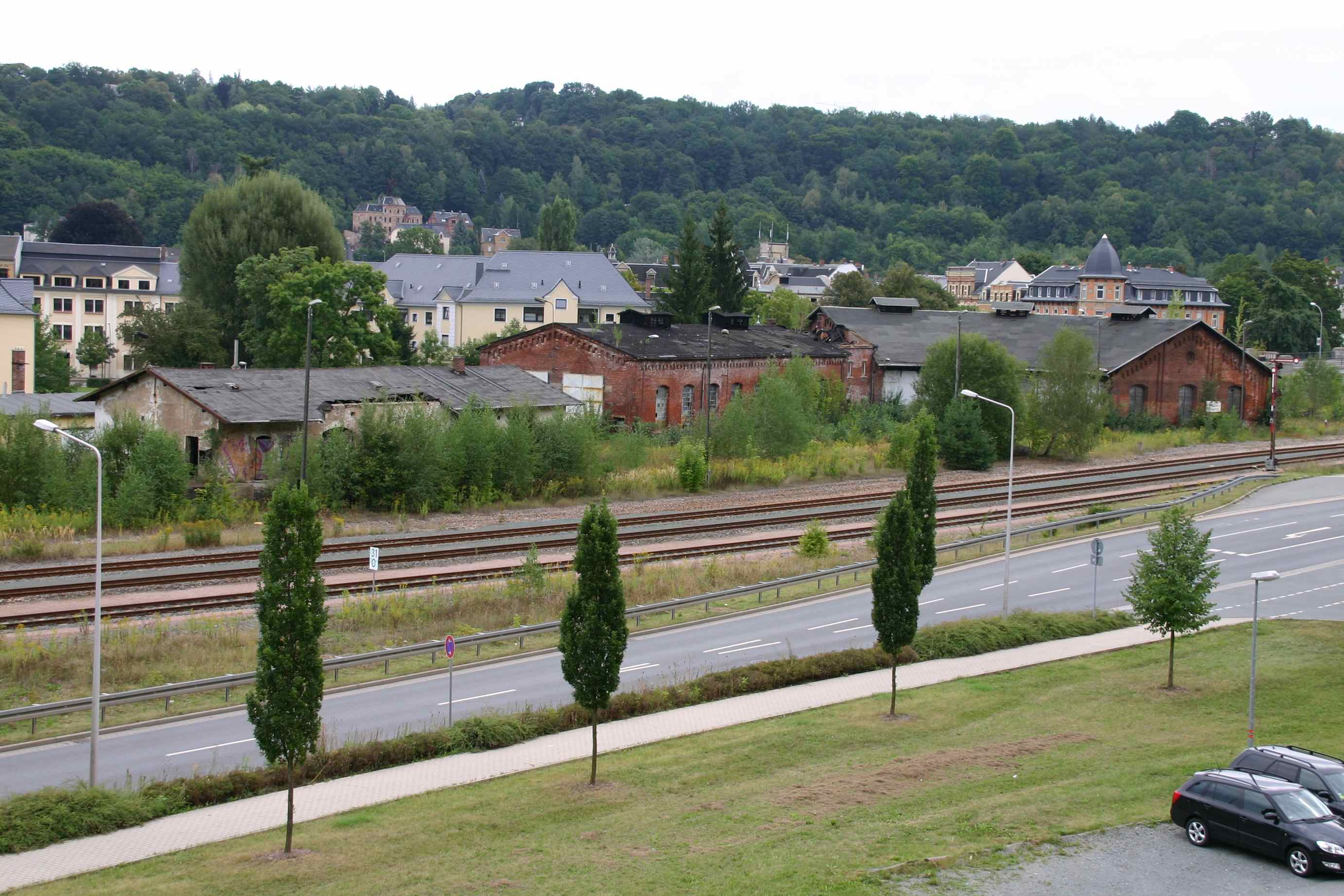
Das Betriebswerk (2012)

Im Zusammenhang mit der Verstaatlichung der Greiz-Brunner Eisenbahn-Gesellschaft und der damit verbundenen Verlängerung der Strecke von Neumark bis zum „unteren“ Bahnhof in Greiz wurden hier Lokbehandlungsanlagen errichtet. 1878 konnte das Heizhaus eingeweiht werden, der zweigleisige Rechteckschuppen wurde bereits im Folgejahr um zwei Stände erweitert. Da die Abstellmöglichkeiten nicht ausreichten, wurde um 1890 ein weiteres Heizhaus samt 13 m-Drehscheibe neben das bestehende Gebäude gebaut. Beide Gebäude wurden 1912 durch einen Zwischenbau verbunden, zugleich wurde der Ringlokschuppen um zwei Stände erweitert sowie die 13 m-Drehscheibe durch eine 18 m-Drehscheibe ersetzt.
Zunächst anderen Dienststellen unterstellt, wurde der Lokbahnhof Greiz 1937 zum selbstständigen Bahnbetriebswerk (Bw) erhoben. Allerdings blieb Greiz stets ein kleines Bw, größere Fahrzeugreparaturen wurden deshalb immer andernorts ausgeführt.
Am 1. Januar 1962 wurde das Bw Greiz als selbstständige Dienststelle aufgelöst und dem Bahnbetriebswerk Reichenbach unterstellt, dieses gab die Einsatzstelle aber am 30. September 1962 an das Bahnbetriebswerk Gera ab. Zwischenzeitlich gehörte das Personal aber nochmals zum Bahnbetriebswerk Reichenbach.
Mit dem Zusammenschluss zwischen der Deutschen Reichsbahn und der Deutschen Bundesbahn wurde das Bahnbetriebswerk Gera 1994 in den Betriebshof Gera umgewandelt, die Zugehörigkeit zur neubezeichneten Dienststelle blieb aber bestehen. Die verbliebene Triebfahrzeugeinsatzstelle wurde schließlich 1995 ganz aufgelöst.
Die Gebäude wurden 2015 abgerissen, das Gelände, in Besitz der Deutschen Bahn AG, liegt seitdem brach.

### Lokomotiveinsatz
Anfangs waren nur die Lokomotiven Greiz und Brunn (später in der Gattung I T geführt) der Greiz-Brunner Eisenbahn-Gesellschaft in Greiz stationiert. Nach deren Ausmusterung kam die Gattung V T nach Greiz. Später kamen noch die Gattungen XII H2 (spätere Baureihe 38.2–3) sowie XI HT (später Baureihe 94.19–21) von Greiz aus zum Einsatz.
Erst in den 1930er Jahren wurden andere Länderbahnbaureihen in Greiz stationiert. Obwohl nur eine unbedeutende Dienststelle – es wurden zumeist nur ältere Fahrzeuge in Greiz stationiert – erhielt man 1932 als eine der ersten Lokeinsatzstellen fabrikneue Einheitslokomotiven der Baureihe 86.
Nach dem Ende des Zweiten Weltkriegs waren die Baureihen 38.2–3, 55.25–56, 58.10–21, 75.5, 91.3–18 und 94.19–21 vorhanden. Hinzu kam nach Kriegsende recht bald die Baureihe 38.10–40, die bis in den 1960er Jahren von Greiz aus eingesetzt wurden.
Gegen Jahresende 1963 wurden zahlreiche Loks der Baureihe 58.10–21 an andere Dienststellen abgegeben, als Ersatz erhielt man die Baureihen 58.30 und 65.10. Da die 18-m-Drehscheibe für alle Loks der Baureihe 58 zu klein war, konnten diese nur die Schuppengleise 4 und 6 benutzen.
Mit der Stationierung der Triebwagen der Baureihe VT 2.09 begann 1968 der Traktionswandel, um 1970 wurden erstmals auch Diesellokomotiven der Baureihen V 60, V 100, V 180 und V 200 hier stationiert. Abgeschlossen wurde der Traktionswandel im Dezember 1975, als die letzten Loks der Baureihe 50 abgegeben wurden.

## Verkehrsanbindung

Gleisplan des Bahnhofs Greiz vor dem Umbau mit Hervorhebung der verbliebenen Gleise

Der Bahnhof Greiz ist Endstation einer Regionalexpress-Linie von Erfurt über Gera, die mit Zügen der Baureihe 612 der DB Regio bedient wird. Zwischen Gera und Weischlitz über Greiz und Plauen fährt ebenfalls im Zweistundentakt die Vogtlandbahn, die meisten Fahrten werden nach Adorf weitergeführt. Zum Einsatz kommen hier Dieseltriebwagen vom Typ RegioShuttle. Im Abschnitt Greiz – Gera besteht somit im Wechsel mit der DB ein Stundentakt. Zusätzlich besteht in Greiz an manche dort endenden Züge der DB Regio Anschluss an die Vogtlandbahn. Hierbei enden und wenden beide Züge in Greiz. Die Verstärkerzüge der Vogtlandbahn werden intern als Linie 4b aufgeführt.
Außerdem verkehrt an einigen Wochenenden im Herbst ein historischer Dampfzug unter dem Namen Elstertal-Express zwischen Gera und Cheb. Im März 2018 fuhr zudem einmalig der Halloren-Express von Greiz nach Halle.
Im Fahrplanjahr 2022 wird der Bahnhof Greiz von folgenden Linien bedient:
| Linie   | Linienverlauf                                                                         | Takt (min)       |
| ------- | ------------------------------------------------------------------------------------- | ---------------- |
| RE 3    | Erfurt – Weimar – Jena-Göschwitz – Gera – Berga – Greiz                               | 120              |
| RB 4(a) | Gera – Berga – Greiz – Elsterberg – Plauen (Vogtl) Mitte – Weischlitz – Adorf (Vogtl) | 120              |
| RB 4(b) | Greiz – Elsterberg – Plauen (Vogtl) Mitte – Weischlitz                                | einzelne Fahrten |

Die durchfahrenden und endenden Züge der Vogtlandbahn halten in der Regel an Bahnsteig 2. Die nur bis Greiz verkehrenden Züge der Deutschen Bahn fahren dagegen auf Gleis 1 ein und halten vor dem Übergang zu Bahnsteig 2.
Durch die Elektrifizierung der Mitte-Deutschland-Verbindung zwischen Weimar, Gera und Gößnitz wird Greiz voraussichtlich den durchgehenden Anschluss von Gera nach Erfurt verlieren. Die Entwürfe zum Deutschland-Takt sehen vor, die Züge der Elstertalbahn dann stündlich direkt zwischen Weischlitz und Leipzig über Greiz, Gera und Zeitz verkehren zu lassen.